# Sam Gallagher
Samuel James Gallagher (ur. 15 września 1995 w Crediton) – angielski piłkarz szkockiego pochodzenia występujący na pozycji napastnika w angielskim klubie Blackburn Rovers. Wychowanek Plymouth Argyle, w swojej karierze grał także w Milton Keynes Dons. Były młodzieżowy reprezentant Szkocji oraz Anglii.